# Југославија на избору за Песму Евровизије 1974.
Југославија је учествовала на Песми Евровизије 1974. са песмом "Моја генерација" у Брајтону, Уједињено Краљевство.

## Југовизија
Опатијска Кристална дворана хотела Кварнер била је и домаћин Југовизије одржане 1974. године. У овом издању Југовизије није било значајнијих промена, као што је то био случај прошле године. Формат остаје исти - два полуфинала и финално вече.
Током три вечери Југословенске песме Евровизије, публику су водила четири водитеља Оливер Млакар, Миланка Бавцон, Љиљана Трајковска и Мићо Орловић. Полуфиналне вечери одржане су 28. фебруара и 1. марта, са 18 песама које су се изводиле сваке вечери, а 12 је прошло у финале. Као и прошле године, о финалистима је одлучивао жири који је давао гласове „да“ и „не“.
У финалу свака република и аутономна покрајина имале су по пет жирија са десет чланова. Чланови ових жирија додељивали су бодове од један до девет и тако су одлучили ко путује на Песму Евровизије. Улазницу за британску песму Евровизије освојила је група Корни са песмом Моја генерација.

### Прво полуфинале
# - редни број извођења
| #   | ПЕРФОРМЕР                      | ПЕСМА                   |
| 1.  | Звонко Шпишић                  | Путујем са тобом        |
| 2.  | Хрвоје Хегедушић, Срђан & Буцо | Балада о младићу и ружи |
| 3.  | Рок                            | Потражите други свет    |
| 4.  | Стеван Жарић                   | Преко пута живота       |
| 5.  | Газменд Паласка                | Агу Пранверор           |
| 6.  | Махир Палош                    | ТХЕ                     |
| 7.  | Бети и Боб                     | Због твојих пољубаца    |
| 8.  | Тереза Кесовија                | Драги мој               |
| 9.  | Дитка Хаберл                   | Хајде да сањамо         |
| 10. | Кемал Монтено                  | Ми смо љубав            |
| 11. | Ева Сршен                      | Прелепа љубав           |
| 12. | Ото Пестнер                    | Кестени                 |
| 13. | Срђан Марјановић               | Зовем те, љубави        |
| 14. | Елда Велер                     | Непослато писмо         |
| 15. | Лена Трајковска                | Сећање                  |
| 16. | Бисера Велетанлић              | Ти си обала             |
| 17. | 777                            | Хеј, девојчице          |
| 18. | Гоце Николовски                | такав си ти             |

### Друго полуфинале
# - редни број извођења
| #   | ПЕРФОРМЕР           | ПЕСМА                    |
| 1.  | Јанко Узунов        | Мој рак је мали          |
| 2.  | Бисерка Спевец      | Књига наше љубави        |
| 3.  | Радојка Шверко      | Тамо је неко             |
| 4.  | Неда & Миљенко      | Љубавни сан              |
| 5.  | Здравко Чолић       | нећу ти дати своју љубав |
| 6.  | Импулси             | Носталгија               |
| 7.  | Лео Мартин          | Златокоса                |
| 8.  | Јадранка Стојаковић | Тајна                    |
| 9.  | Индекси             | Самоћа, љубави моја      |
| 10. | Брацо Корен         | чекам дан                |
| 11. | Корни група         | Моја генерација          |
| 12. | Ентузијасти         | Приморска девојка        |
| 13. | Данијела Панчетовић | Пољуби ме                |
| 14. | Аленка Пинтерич     | Раинбов                  |
| 15. | Зденка Вучковић     | Данас живим са њим       |
| 16. | Мирјана Павловић    | И схоф сит е ту          |
| 17. | Мајда Сепе          | Наш син                  |
| 18. | Нед                 | Стара гитара             |

### Резултати гласања
| #   | ПЕРФОРМЕР                      | ПЕСМА                   | БОДОВА | МЕСТО |
| 1.  | Радојка Шверко                 | Тамо је неко            | 163    | 4.    |
| 2.  | Корни група                    | Моја генерација         | 237    | 1.    |
| 3.  | Хрвоје Хегедушић, Срђан & Буцо | Балада о младићу и ружи | 147    | 6.    |
| 4.  | Бети и Боб                     | Због твојих пољубаца    | 161    | 5.    |
| 5.  | Неда & Миљенко                 | Љубавни сан             | 108    | 12.   |
| 6.  | 777                            | Хеј, девојчице          | 137    | 8.    |
| 7.  | Елда Велер                     | Непослато писмо         | 191    | 2.    |
| 8.  | Ева Сршен                      | Прелепа љубав           | 136    | 9.    |
| 9.  | Мајда Сепе                     | Наш син                 | 124    | 11.   |
| 10. | Бисера Велетанлић              | Ти си обала             | 190    | 3.    |
| 11. | Тереза Кесовија                | Драги мој               | 133    | 10.   |
| 12. | Нед                            | Стара гитара            | 145    | 7.    |

## Песма Евровизије
На такмичењу за песму Евровизије, Корни група је са шест бодова заузела 12. место од 17 учесника.